# Parafia Archikatedralna Wniebowzięcia Najświętszej Maryi Panny i św. Jana Chrzciciela w Przemyślu
Parafia Archikatedralna Wniebowzięcia Najświętszej Maryi Panny i Świętego Jana Chrzciciela w Przemyślu – parafia rzymskokatolicka należąca do dekanatu Przemyśl I w archidiecezji przemyskiej. Erygowana w 1375 roku.

## Historia
Pierwsza parafia z kościołem w Przemyślu powstała prawdopodobnie w II połowie X wieku w czasie przynależności tych terenów do czeskiej diecezji praskiej. Następnie król Bolesław Chrobry ufundował kościół grodowy na zamku. Przed 1080 rokiem  w osadzie przy-grodowej został ufundowany prawdopodobnie przez króla Bolesława Śmiałego kościół parafialny pw. św. Mikołaja (którego fragmenty murów zachowały się pod prezbiterium obecnej katedry).
Rola kościoła parafialnego wzrosła w 1340 roku po przyłączeniu Przemyśla na stałe do Polski. Po erekcji diecezji przemyskiej ten kościół stał się katedrą, a parafia przemyska otrzymała nowy drewniany kościół pw. św. Piotra. W 1391 roku beneficjum parafii przemyskiej zostało wcielone do uposażenia kapituły katedralnej i od tego czasu jeden z kanoników był proboszczem parafii przemyskiej. W 1412 roku w skład parafii przemyskiej został przydzielony kościół pw. św. Mikołaja jako filialny, który w 1460 roku został rozebrany.
W latach 1460–1559 zbudowano obecną gotycką katedrę, która stała się także kościołem parafialnym, a parafia – katedralną. Dotychczasowy kościół parafialny pw. św. Piotra w 1672 roku został rozebrany. Po oddaniu katedry do użytku była prowadzona przebudowa na styl barokowy i prace wykończeniowe.
3 maja 1744 roku odbyła się konsekracja katedry, której dokonał bp Wacław Hieronim Sierakowski. 15 sierpnia 1766 roku cudowna figura Matki Bożej Jackowej z Dzieciątkiem została koronowana papieskimi koronami przez Kanclerza Kapituły Katedralnej biskupa Ignacego Krzyżanowskiego w zastępstwie ówczesnego ordynariusza diecezji przemyskiej biskupa Walentego Wężyka. W 1960 roku katedra otrzymała tytuł bazyliki mniejszej. 25 marca 1992 roku, po ustanowieniu archidiecezji i metropolii przemyskiej, parafia stała się  archikatedralną.
Parafia jest miejscem szczególnego kultu (figury) Matki Bożej Jackowej, św. bpa Józefa Sebastiana Pelczara oraz bł. ks. Jana Balickiego. W archikatedrze znajdują się ich relikwie (doczesne szczątki).

## Proboszczowie parafii
- ? – ?. ks. Wojciech Brygilewicz
- ? –1878. ks. Józef Ziemiański
- 1878–1886. ks. Jakub Glazer
- 1886–1897. ks. Juliusz Paszyński
- 1897–1901. ks. Jakub Federkiewicz[10]
- 1901–1909. ks. Karol Krementowski
- 1909–1929. ks. Władysław Sarna[11]
- 1929–1935. ks. Konstanty Bieda
- 1935–1949. ks. kan. Zygmunt Męski
- 1949–1958. ks. prał. Jan Grochowski[12][13][14]
- 1959–1977. ks. kan. Jan Bazan[15][16]
- 1977–1985. ks. prał. Edward Prędki[17][18][19]
- 1985–1995. ks. prał. Marian Burczyk
- 1995–2002. ks. prał. Stanisław Cebula
- 2002 – nadal ks. prał. Mieczysław Rusin[20]

## Zasięg parafii
Do parafii należy 6 850 wiernych mieszkający przy ulicach: Akacjowa, Bakończycka, ks. Jana Balickiego, Ireny Benszówny, Biblioteczna, Biskupia, Bławatkowa, Chocimska, Fryderyka Chopina, Dionizego Czachowskiego, Czerwińska, Domowa, Plac Dominikański, Aleksandra Fredry, ks. Jakuba Federkiewicza, ks. Biskupa Karola Fischera, Grochowska (do numeru 20), Grodzka, gen. Stefana Grota - Roweckiego, Hubala, Władysława Jagiełły, Kapitulna (numery parzyste oraz numer 5), Kasztanowa, Katedralna (numery parzyste), Plac Katedralny, Piotra Kmity, Tadeusza Kościuszki, Krakusa, Królowej Jadwigi, Kupały, Waleriana Łukasińskiego, Jana Matejki, Mieszka I, Parkowa, Bł. Biskupa Józefa Sebastiana Pelczara (numery parzyste), Piasta Kołodzieja, Pikulicka, ks. Jerzego Popiełuszki, Przemysława, Witolda Regera, Mikołaja Reja, Tadeusza Rejtana, Rodzinna, Różana, Rynek (numery 15 – 20), Sanocka (numery 1 – 17), Zygmunta Sierakowskiego, Henryka Sienkiewicza, Skalna, Juliusza Słowackiego, Franciszka Smolki, Piotra Stachiewicza, Henryka Sucharskiego, Krystyna Szykowskiego, Sąsiedzka, Tatarska, Wandy, Bernarda Wapowskiego, Walerego Waygarta, Wybrzeże marszałka Józefa Piłsudskiego, Bohdana Zaleskiego, Zamkowa, Żołnierzy I Armii Wojska Polskiego (numery nieparzyste 1 – 3) i Żwirowa.